# Omos
Tolulope "Jordan" Omogbehin (Lagos (Nigeria), 16 mei 1994), beter bekend als Omos, is een Nigeriaans-Amerikaans professioneel worstelaar die sinds 2019 actief is in de World Wrestling Entertainment. Omos is een voormalige WWE Raw Tag Team Champion met AJ Styles.
Voor dat Omogbehin een carrière begon in het professioneel worstelen, speelde hij basketbal voor de University of South Florida en voor Morgan State University van 2012 tot 2015.

## Privé
Omogbehin spreekt vloeiend Engels en Frans.

## Prestaties
- WWE
  - WWE Raw Tag Team Championship (1 keer) – met AJ Styles[5]
  - The Rock 25th Anniversary Battle Royal (2021)[6]